# رئالمونته
رئالمونته (به ایتالیایی: Realmonte) یک کومونه در ایتالیا است که در استان آگریجنتو واقع شده‌است. رئالمونته ۲۰٫۴ کیلومتر مربع مساحت و ۴٬۵۱۵ نفر جمعیت دارد و ۱۴۴ متر بالاتر از سطح دریا واقع شده‌است.

## خواهرخوانده
شهرهای Hornaing، پرم و Eppelborn خواهرخوانده‌های رئالمونته هستند.